# 대한민국 상법 제328조
대한민국 상법 제328조는 설립무효의 소에 대한 상법 회사법의 조문이다.

## 조문
제328조 (설립무효의 소) (1) 회사설립의 무효는 주주·이사 또는 감사에 한하여 회사성립의 날로부터 2년내에 소만으로 이를 주장할 수 있다.

(2) 제186조 내지 제193조의 규정은 제1항의 소에 준용한다.